# Korkeasaari (ö i Finland, Norra Savolax, Kuopio, lat 62,91, long 27,17)
Korkeasaari är en ö i Finland. Den ligger i sjön Saittajärvi och i kommunen Kuopio i den ekonomiska regionen  Kuopio ekonomiska region  och landskapet Norra Savolax, i den centrala delen av landet, 300 km norr om huvudstaden Helsingfors. Öns area är 0,4 hektar och dess största längd är 180 meter i sydöst-nordvästlig riktning.